# (200185) 1999 RQ65
(200185) 1999 RQ65 es un asteroide perteneciente al cinturón de asteroides, descubierto el 7 de septiembre de 1999 por el equipo del Lincoln Near-Earth Asteroid Research desde el Laboratorio Lincoln, Socorro, Nuevo México.

## Designación y nombre
Designado provisionalmente como 1999 RQ65.

## Características orbitales
1999 RQ65 está situado a una distancia media del Sol de 2,694 ua, pudiendo alejarse hasta 3,246 ua y acercarse hasta 2,142 ua. Su excentricidad es 0,205 y la inclinación orbital 12,32 grados. Emplea 1615,45 días en completar una órbita alrededor del Sol.

## Características físicas
La magnitud absoluta de 1999 RQ65 es 16.